# Galloperdix bicalcarata
El faisancillo de Ceilán (Galloperdix bicalcarata) es una especie de ave galliforme de la familia Phasianidae endémica de las densas selvas tropicales de Sri Lanka. En Sri Lanka, esta ave es conocida como haban kukula, en idioma cingalés.

## Descripción
El faisancillo de Ceilán mide unos 37 cm de largo. Ambos sexos tienen las partes superiores, las alas y la cola de color marrón. Los machos poseen patas de color rojo carmesí intenso y la piel de la cara desnuda.
Este faisancillo es una de las tres especies de aves del género Galloperdix. Es un ave que hace sus nidos en el suelo, y su puesta suele constar de dos a cinco huevos.
El plumaje dorsal de los machos adultos es blanco y negro que se extiende hasta su cabeza. Las alas son sepias y junto con el dorso del ave poseen una amplia mancha blanca en forma de lunar. Las patas de ambos sexos tienen múltiples espuelas metatarsianas, que dan origen al nombre específico. La hembra tiene las partes inferiores de color castaño y la espalda y alas de color marrón claro. Ellas tiene una cresta más prominente que la cresta de los machos.

## Comportamiento
Es un ave muy reservada, ya que por su tamaño es difícil ver como se desliza a través de la densa maleza. A menudo, la única indicación de su presencia es su timbre especial, que consta de una serie de silbidos de tres sílabas. Kitulgala y Sinharaja son los sitios donde hay una oportunidad de ver a esta ave.
Como la mayoría de los del faisanes y los pavos reales, el faisancillo de Ceilán es una especie terrestre estacional. Rasca vigorosamente entre la hojarasca del suelo del bosque para cazar a los invertebrados, especialmente moluscos e insectos. También come varias semillas, frutas y arañas caídas.

## En la cultura
Este faisancillo aparece en una estampilla postal de Sri Lanka, del valor de una rupia.